# Garbarini Vehículos Especiales
Garbarini Vehículos Especiales war ein argentinischer Hersteller von Automobilen.

## Unternehmensgeschichte
Das Unternehmen aus Gonnet in der Provinz Buenos Aires begann 1970 mit der Produktion von Automobilen. Der Markenname lautete Puelche. 1975 endete die Produktion.

## Fahrzeuge
Im Angebot standen Strandwagen. Das erste Modell ohne Modellnamen sowie den Puelche II gab es von 1970 bis 1975. Sie waren im Stil eines VW-Buggy. Allerdings trieb ein Vierzylindermotor von Renault mit 58 mm Bohrung, 80 mm Hub, 845 cm³ Hubraum und 34 PS die Fahrzeuge an. Der Motor war im Heck montiert. Die Fahrzeuge waren bei einem Radstand von 2050 mm 3045 mm lang und 1380 mm breit.
Zwischen 1973 und 1974 gab es zusätzlich den Iguana. Er war moderner geformt und hatte zwei Türen. Er basierte auf dem Fahrgestell vom Renault 4, hatte also Frontmotor und Frontantrieb. Der Vierzylindermotor mit 68 mm Bohrung, 77 mm Hub und 1118 cm³ Hubraum leistete 41 PS.